# Pregoła
Pregoła (ros. Преголя, Priegolja, niem. Pregel, lit. Prieglius, łac. Vatrulia) – rzeka w rosyjskim obwodzie królewieckim.
Pregoła powstaje z połączenia Węgorapy i Instruczy w okolicach Czerniachowska. Głównym jej dopływem jest Łyna. Uchodzi do Zalewu Wiślanego.
Jest najdłuższą rzeką obwodu królewieckiego i w całości przepływa w jego granicach. Jest żeglowna na całej długości. Do czasu wybudowania linii kolejowej Królewiec-Wystruć Pregoła miała duże znaczenie transportowe.
Nad Pregołą leżą Czerniachowsk, Znamiensk, Gwardiejsk i Królewiec.
Polską nazwę Pregoła wprowadzono urzędowo w 1949 roku.
Zagadnienie mostów królewieckich sformułowane przez Leonharda Eulera dotyczy siedmiu mostów przerzuconych nad Pregołą w Królewcu.